# Dare To Be Different
A Dare To Be Different az ausztráliai Tommy Emmanuel gitáros harmadik nagylemeze, amely 1990-ben jelent meg.

## Számlista
Az összes szám szerzője Tommy Emmanuel. 
| #   | Cím                               | Hossz |
| --- | --------------------------------- | ----- |
| 1.  | The Rise and Fall Of Flingel Bunt |       |
| 2.  | Daybreak Again                    |       |
| 3.  | Daybreak                          |       |
| 4.  | Jacaranda                         |       |
| 5.  | Countrywide                       |       |
| 6.  | Games Of Love And Loneliness      |       |
| 7.  | Run A Good Race                   |       |
| 8.  | Guitar Concierto de Aranjuez      |       |
| 9.  | Tequila Slammer                   |       |
| 10. | Hearts Grow Fonder                |       |
| 11. | Blue Moon                         |       |
| 12. | Guitar Boogie                     |       |
| 13. | Up From Down Under (ráadás)       |       |
| 14. | Raindance Teaser                  |       |

## Külső hivatkozások
- Hivatalos oldal (angolul)